# Heinrich Bornhövd
Heinrich Bornhövd (* 10. Oktober 1879 in Neustadt in Holstein; † 28. Dezember 1960 in Hamburg) war ein deutscher Politiker (DVP).

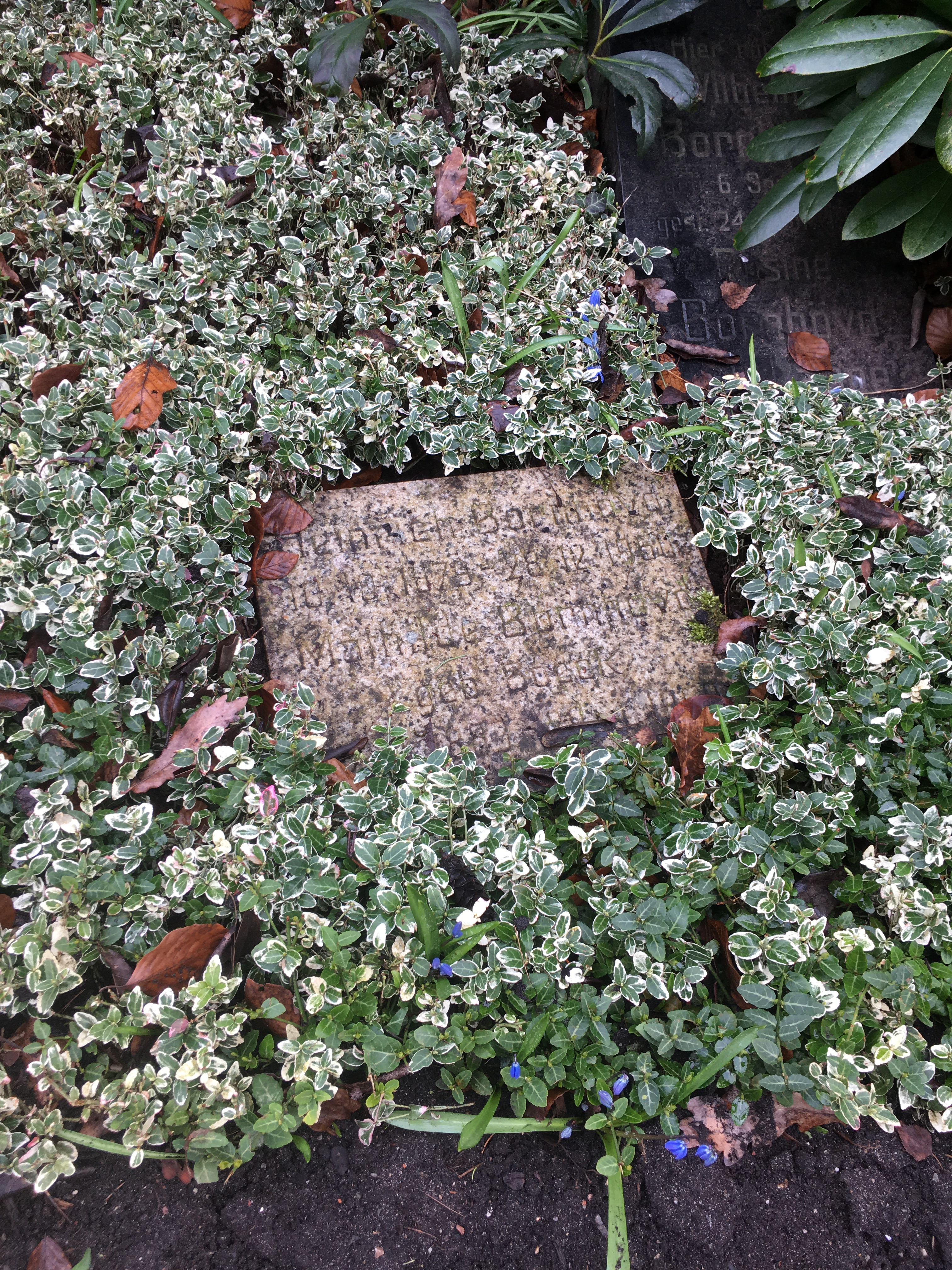
Grabstätte auf dem Friedhof Ohlsdorf

Bornhövd besuchte die Volksschule in Neustadt in Holstein. Anschließend absolvierte er eine Lehre zum Handlungsgehilfen. Danach lebte er als Fabrikbesitzer in Hamburg, wo er auch als Vorsitzender der Detaillistenkammer, der Interessenvertretung des Einzelhandels, amtierte. Nach dem Ersten Weltkrieg wurde Bornhövd Mitglied in der Deutschen Volkspartei (DVP).
Im April 1932 zog Bornhövd im Nachrückverfahren für den im März ausgeschiedenen Abgeordneten Walther Dauch in den Reichstag ein. In den folgenden drei Monaten bis zur Reichstagswahl vom Juli 1932 vertrat Bornhövd im Parlament den Wahlkreis 34 (Hamburg). Nach der Wahl, in der Bornhövd sein Mandat nicht verteidigen konnte, schied er aus dem Parlament aus.
Heinrich Bornhövd starb 81-jährig in Hamburg und wurde auf dem dortigen Friedhof Ohlsdorf im Planquadrat AC 8 südlich von Kapelle 8 beigesetzt.